# Пудун

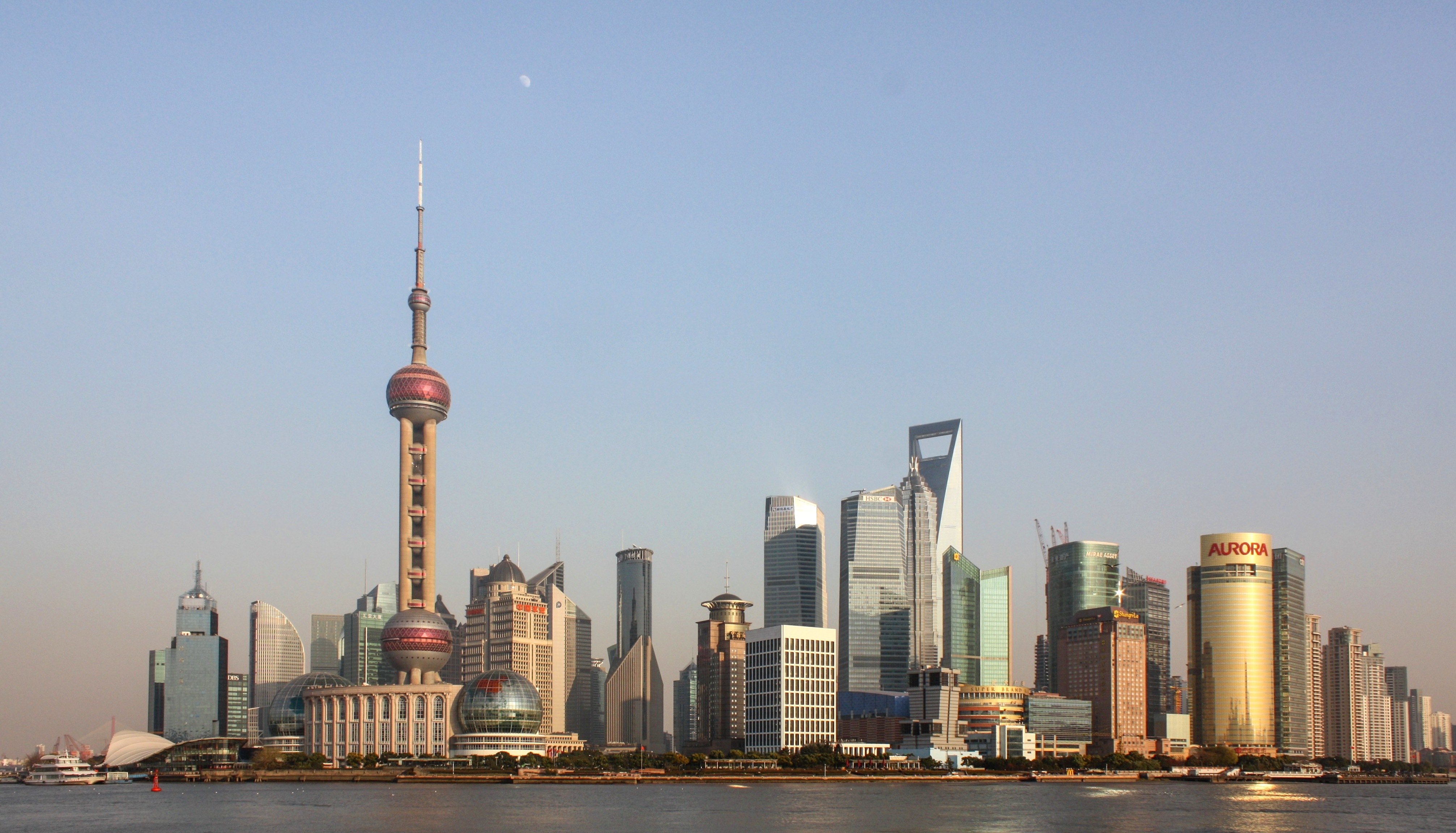
Пудун

Пуду́н (кит.: 浦东), офіційна назва Новий район Пуду́н (кит.: 浦东新区) — район міста Шанхай, КНР.

## Місцезнаходження

Розташування Пудуна

Слово «Пудун» дослівно означає «на схід від Хуанпу». Річка Хуанпу огинає Пудун з заходу, а зі сходу район омивається Східно-Китайським морем. Площа району 522,8 км², населення - 1,5 млн чоловік. Пудун становить різкий і барвистий контраст району Пусі (浦西 - «на захід від Хуанпу») - старої частини Шанхая, що знаходиться на захід від Хуанпу.
Територія Пудуна більше багатьох інших районів Шахная, і в майбутньому він, можливо, буде поділений на більш мілкі частини.

## Адміністрація
Попри те, що райони Китаю знаходяться на тому ж рівні адміністративної ієрархії, що й повіти, завдяки економічній значимості Пудуна його уряд по статусу дорівнює уряду міста субпровінційного рівня, що на півтора рівня вище повіту.

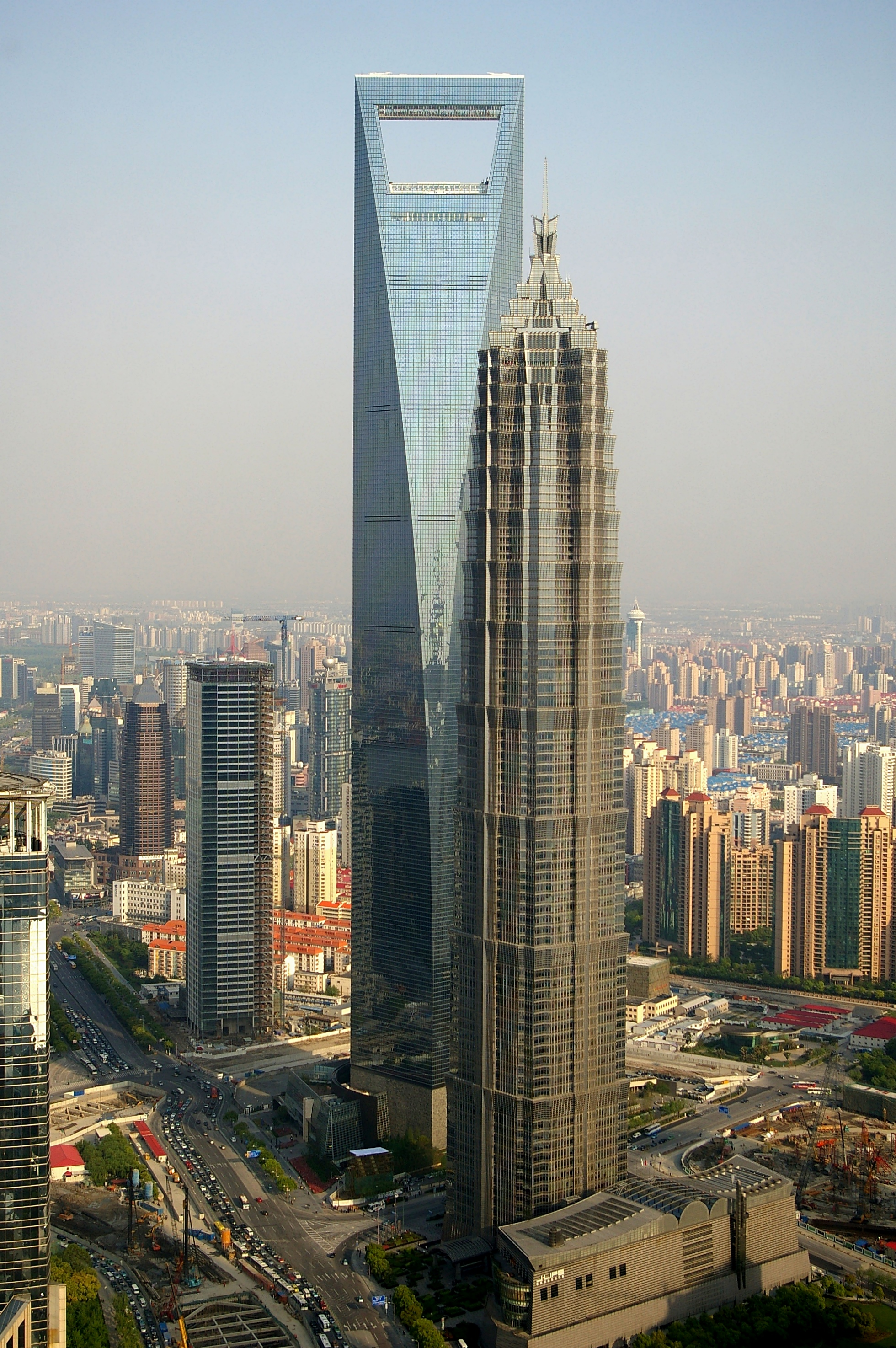
Цзінь Мао поряд з SWFC

## Економіка
До 1990 року в Пудуні в основному знаходилися поля й села. В 1990 р. уряд Китаю вирішив створити на його території спеціальну економічну зону. Західний край району Пудун був відведений для нового фінансового центра Китаю, їй було дане ім'я «фінансова й торговельна зона Луцзяцзуй». В 1990-і рр. у зоні було побудовано кілька будинків, що послужили новою архітектурною домінантою й покликані підвищити привабливість Пудуна. У їхньому числі телевежа «Східна перлина» і хмарочос Джин Мао.
Площу 10 км² на північному сході Пудуна займає Вайгаоцяо - найбільша зона вільної торгівлі в континентальному Китаї. Ще 19 км² у Пудуні займає зона обробки експортних товарів Цзіньцяо - друга за величиною промислова зона в районі. В центрі Пудуна розташований парк високих технологій Чжанцзян, орієнтований на високотехнологічне виробництво, його площа становить 17 км².
У 2008 ВВП Пудуна за оцінками експертів становитиме 270 млрд RMB (38,5 млрд доларів США).
У 2010 році на території Пудуна буде проходити Всесвітня виставка Експо-2010. У наш час[коли?] відбувається переніс промислових підприємств із зони будівництва майбутнього виставкового центру.

## Транспорт

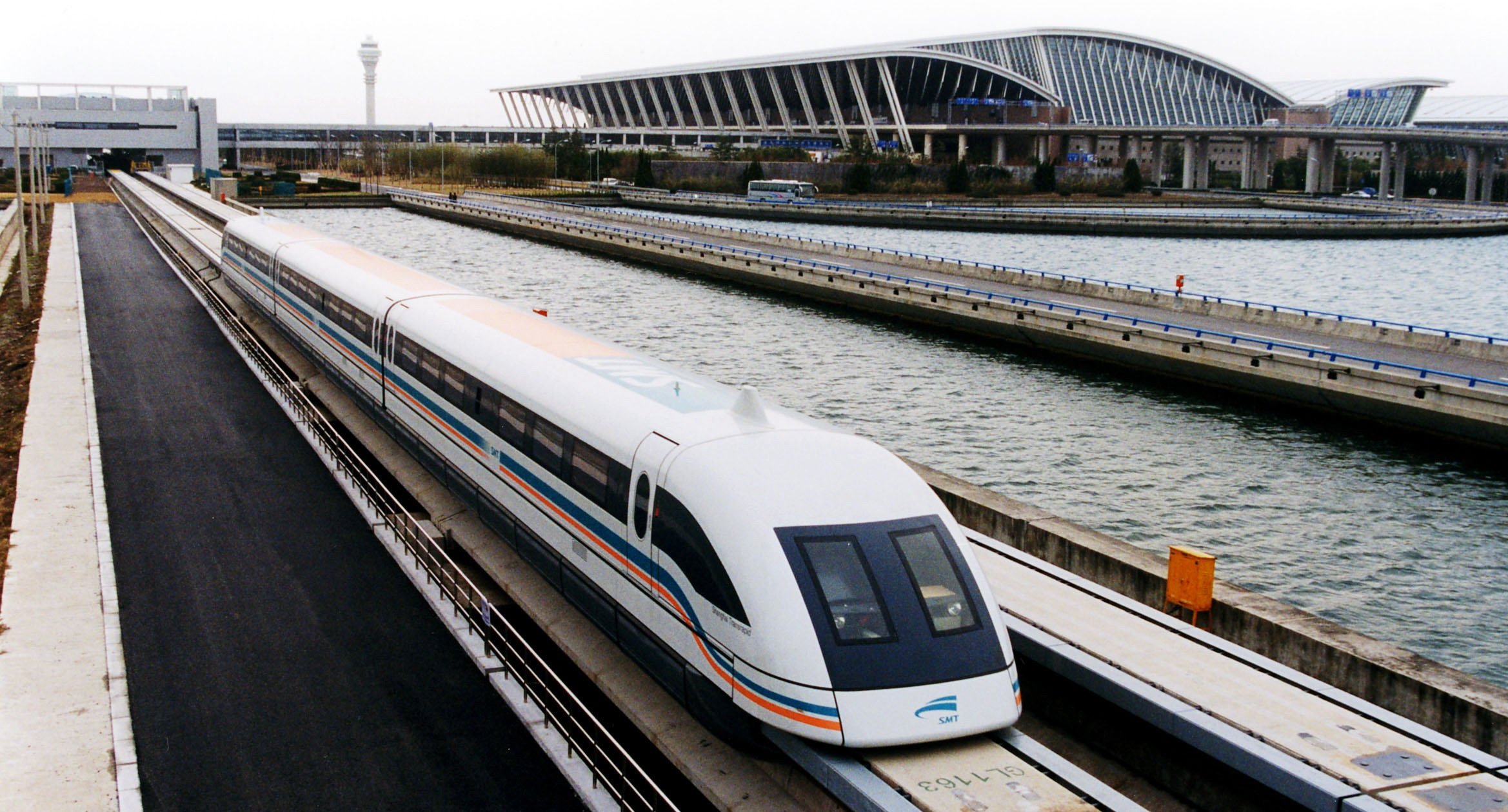
Магнітоплан біля Міжнародного аеропорту Пудун

В 1999 році був відкритий новий Міжнародний аеропорт Пудун, у тому ж році друга лінія шанхайського метро з'єднала Пудун з Пусі. У 2004 році відкрився рух на першій у світі комерційній лінії Маглева, що розвиває швидкість 430 км/год. Ця лінія з'єднала новий аеропорт зі станцією метро «Лун’янлу».
Ще в 1980-х рр. з Пудуна в Пусі можливо було добратися тільки на поромі, тепер же два береги Хуанпу з'єднують кілька тунелів і чотири мости. Першим з них в 1991 році був побудований міст Наньпу, далі було відкрито рух по мосту Янпу (1993 р.), Сюйпу (1996 р.). Останнім в 2002 році був уведений в експлуатацію міст Лупу, що став найдовшим арковим мостом у світі.

## Галерея

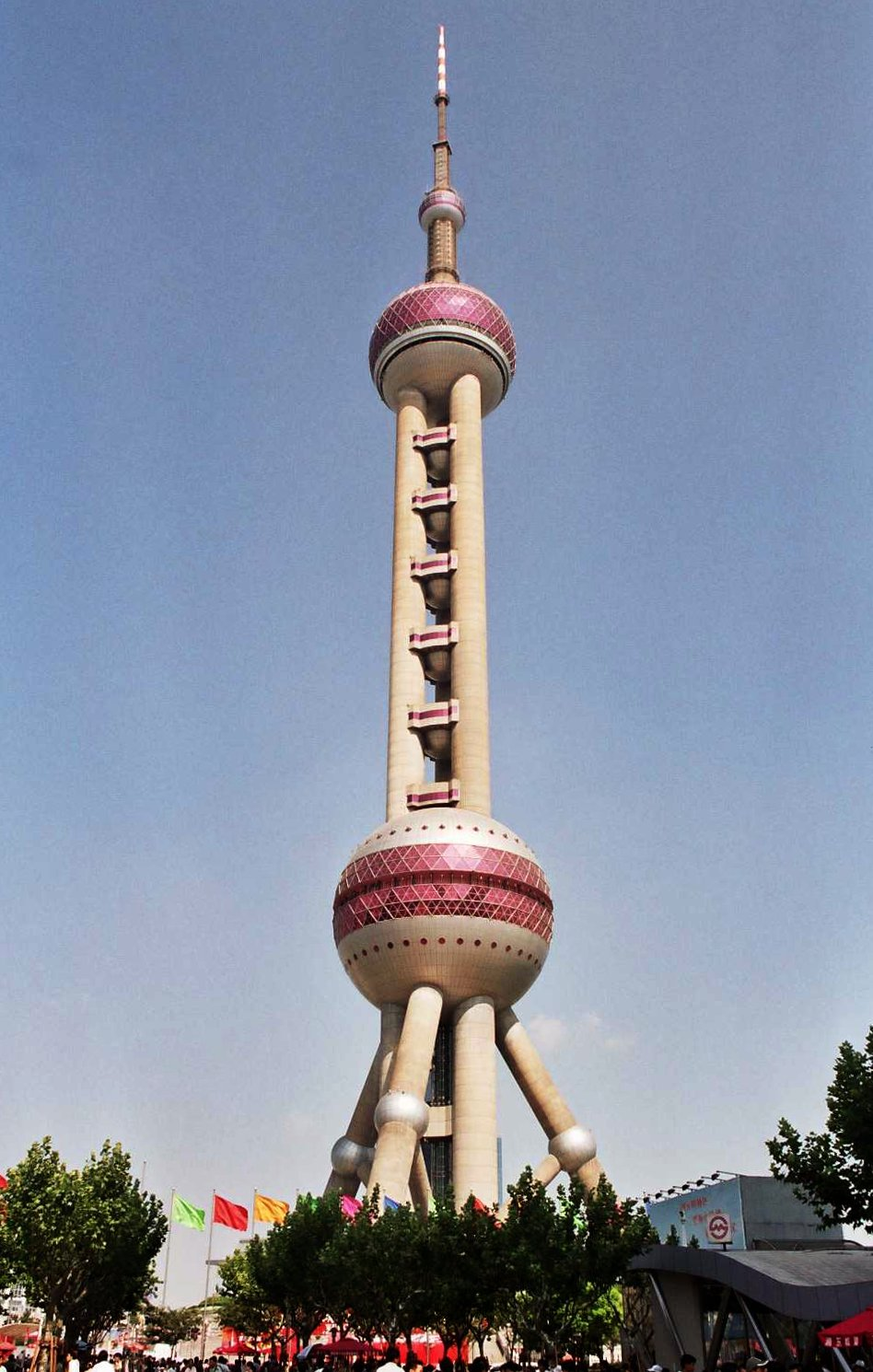
Телевежа Східна перлина
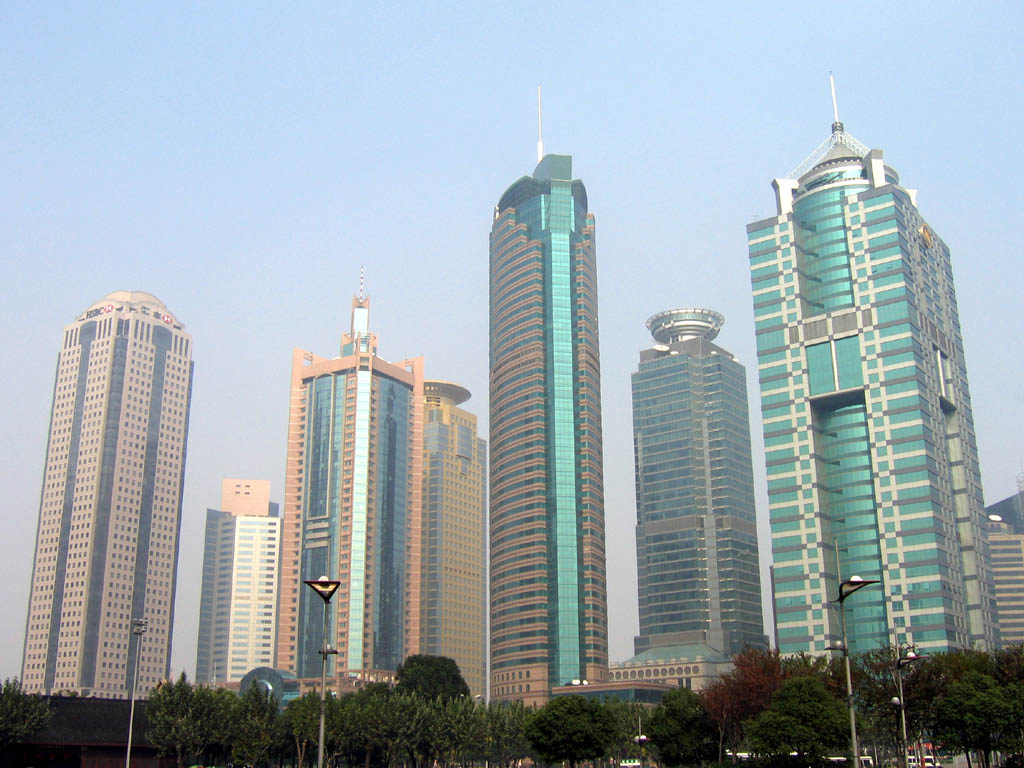
Хмарочоси Пудуна
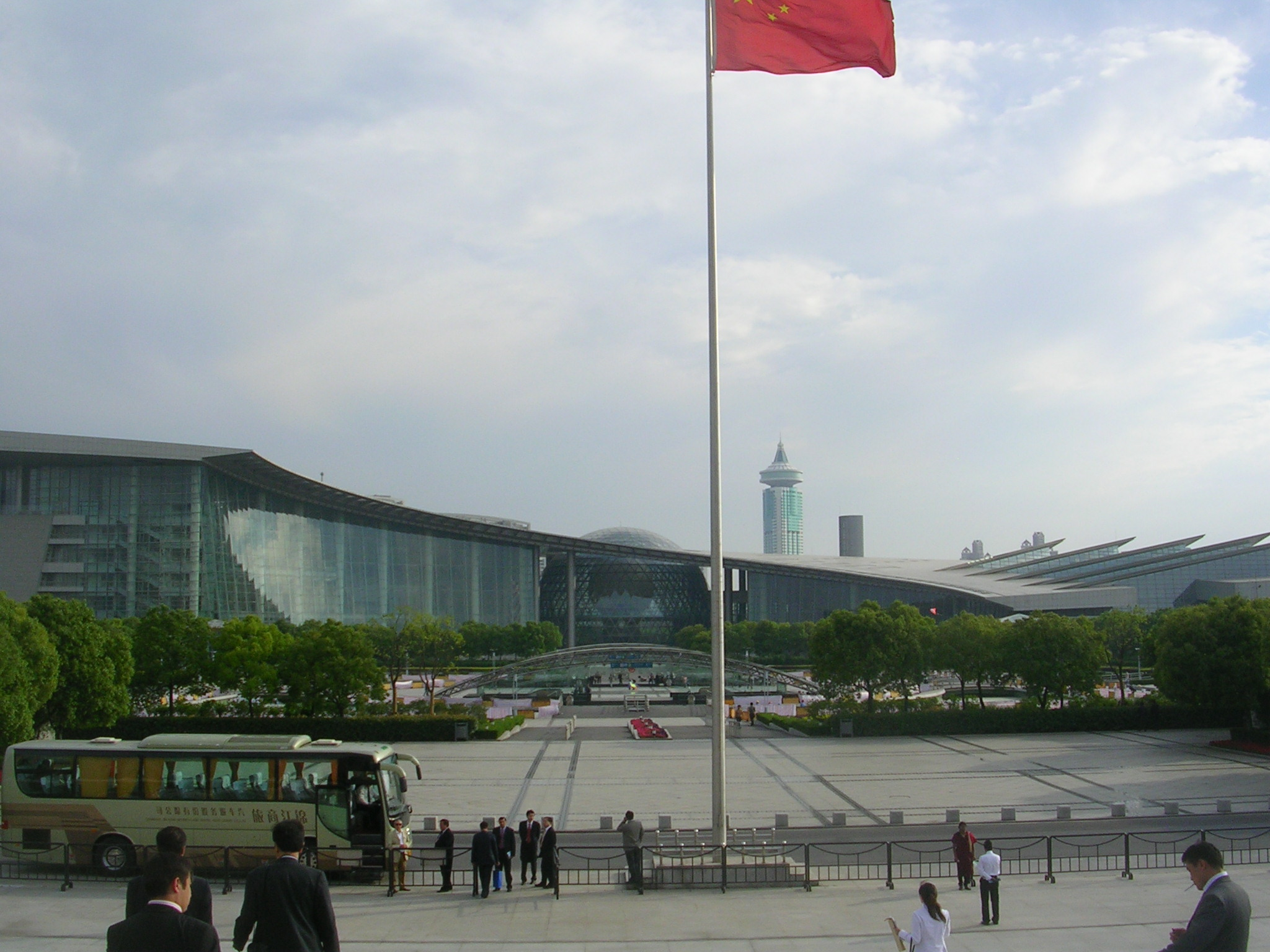
Шанхайський Політехнічний музей
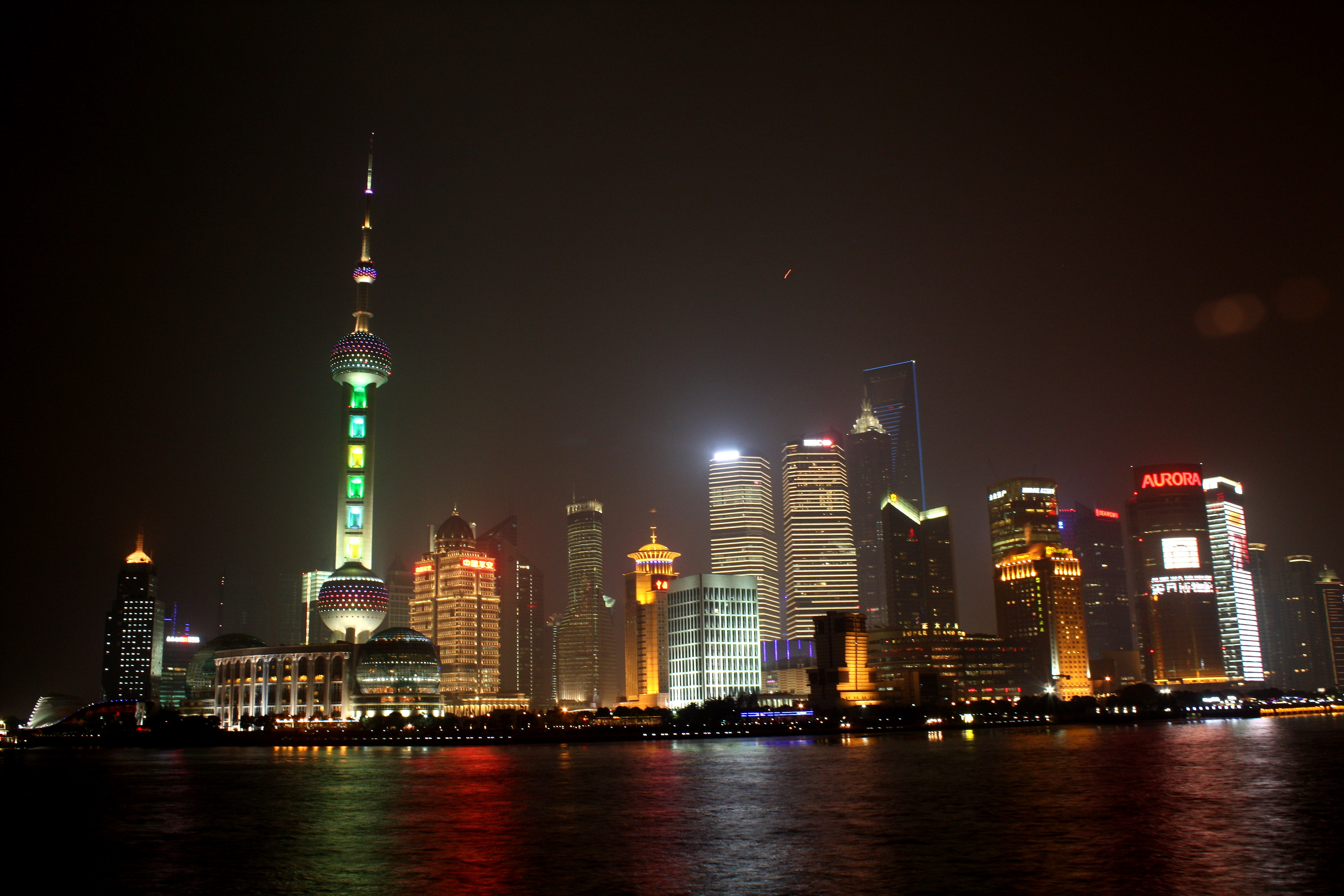
Пудун вночі
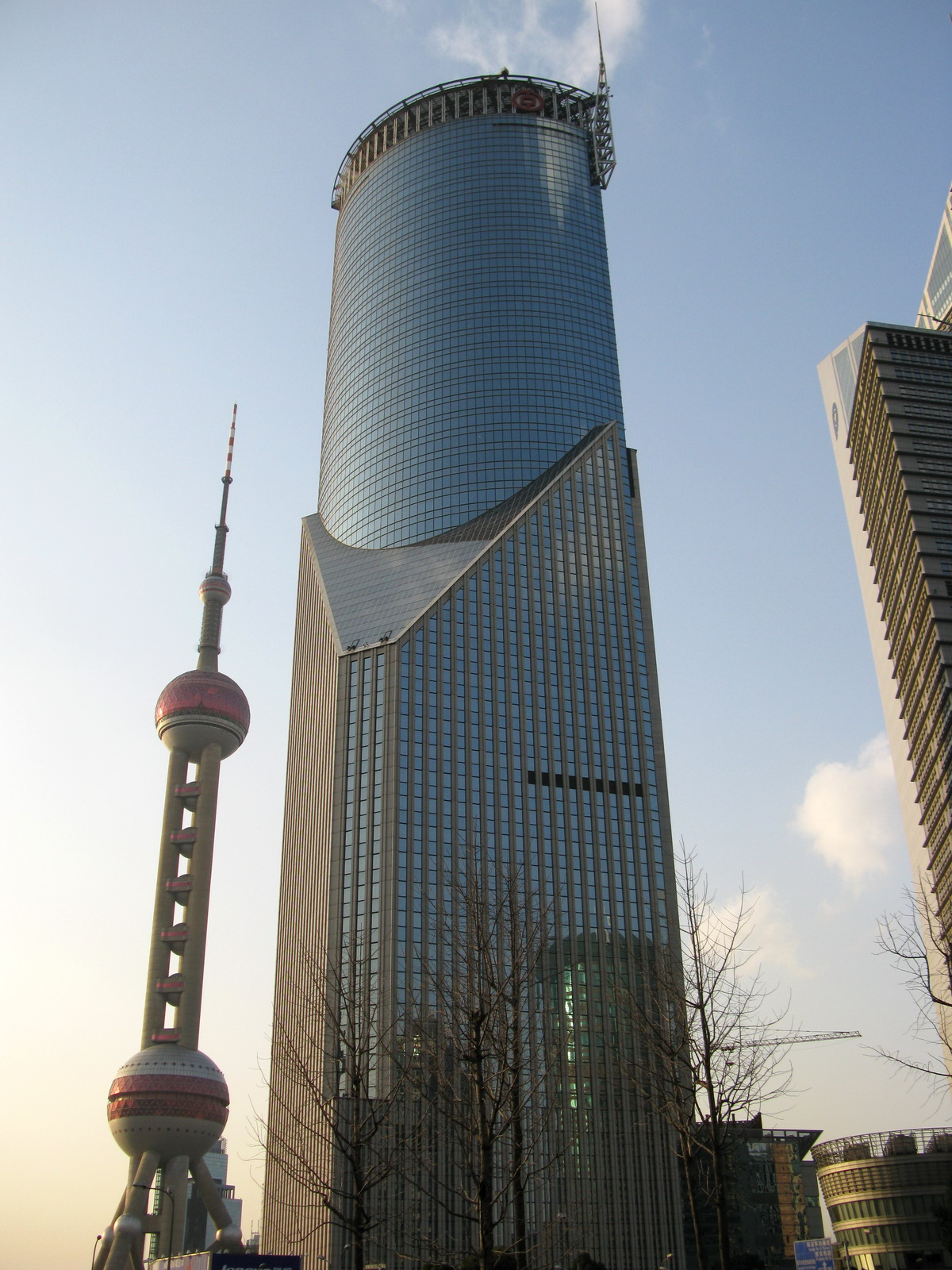
Башта Банку Китаю